# Castainço
Castainço is een plaats (freguesia) in de Portugese gemeente Penedono en telt 182 inwoners (2001).

## Andere plaatsen behorend tot de gemeente Penedono
- Antas
- Beselga
- Granja
- Ourozinho
- Penedono
- Penela da Beira
- Póvoa de Penela
- Souto